# 中国人民解放軍南部戦区
中国人民解放軍南部戦区（ちゅうごくじんみんかいほうぐんなんぶせんく、南部战区、Nánbù zhànqū、英語: Southern Theater Command）は、中華人民共和国五大戦区の一つである。広州軍区の管轄区域をそのまま踏襲し、香港特別行政区とマカオ特別行政区、貴州省と雲南省を新たに加えて誕生。

## 概要
2016年2月1日、北京で開催された、中国人民解放軍戦区成立大会において、習近平党総書記（党中央軍事委員会主席兼務）が新しく発足した東部、西部、南部、北部、中部の五つの戦区の司令官と政治委員に軍旗を授与し、「各戦区には平和を維持し、戦争に勝つ使命がある」と訓示した。
南部戦区の任務は南シナ海やシーレーンの安全確保に備えることとなっている。

## 管轄区域
湖南省、広東省、広西チワン族自治区、雲南省、貴州省、海南省、香港特別行政区、マカオ特別行政区

## 配属部隊
- 南部戦区陸軍（中国語版）
- 南部戦区海軍
- 南部戦区空軍（中国語版）